# Politique au Vatican
 (novembre 2009).
Si vous disposez d'ouvrages ou d'articles de référence ou si vous connaissez des sites web de qualité traitant du thème abordé ici, merci de compléter l'article en donnant les références utiles à sa vérifiabilité et en les liant à la section « Notes et références ».

Sede vacante depuis le 21 avril 2025

La politique au Vatican est celle de l'État de la Cité du Vatican exerçant sa souveraineté sur un territoire de 0,44 km2, et dont les institutions politiques sont celles, de jure, d'une monarchie élective absolue et d'une théocratie. Le pape, à la tête de l'Église catholique romaine, exerce ex officio l'autorité exécutive, législative et judiciaire suprême.
Le souverain pontife est élu, à la mort ou la démission de son prédécesseur, par le conclave, composé d'électeurs cardinaux de nationalités diverses, qui ne sont pas des citoyens du Vatican. Ceci fait de ce dernier l'un des rares États au monde où les citoyens ne sont pas appelés à élire de représentants au gouvernement.

## Organes du gouvernement vaticanais

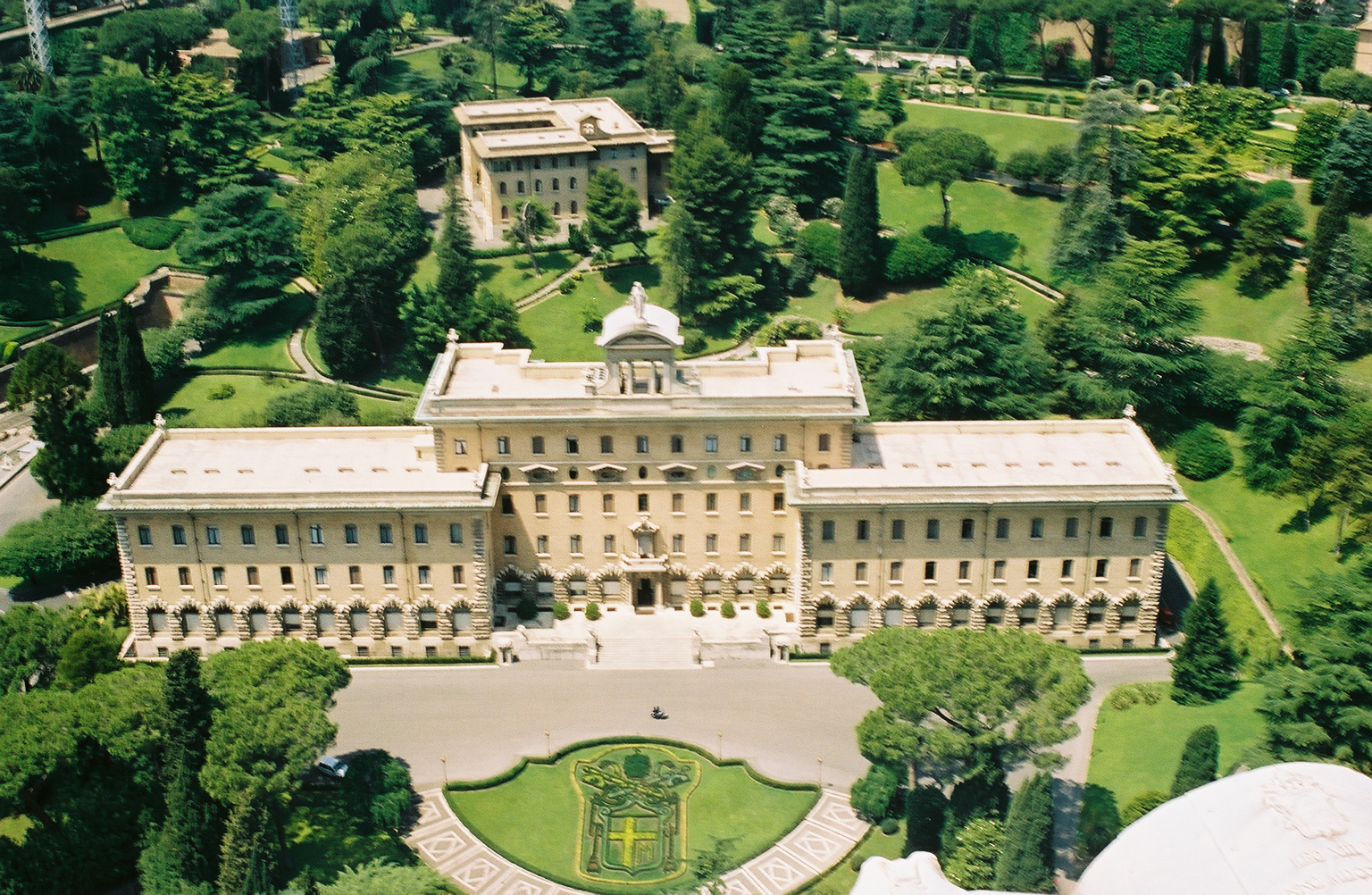
Palais du Gouvernorat du Vatican

### Pouvoir exécutif
Le pouvoir exécutif est délégué au Gouvernorat de l'État de la Cité du Vatican, et exercé par le président de la Commission pontificale - soit, à l'heure actuelle, Raffaella Petrini, première femme à occuper cette fonction.

### Pouvoir législatif
Le pouvoir législatif est délégué par le pape à la Commission pontificale pour l'État de la Cité du Vatican. La Commission formule des lois, qui sont soumises à l'approbation du pape en tant que chef d'État.

### Pouvoir judiciaire
Le pouvoir judiciaire est délégué au Tribunal suprême de la Signature apostolique.

## Politique étrangère
De jure, l'État de la Cité du Vatican n'a pas de politique étrangère. Le Saint-Siège, qui est officiellement distinct de l'État vaticanais, possède pour sa part une politique étrangère, participant aux organisations internationales, signant des traités et nommant des nonces apostoliques.